# Epacromiacris virgatus
Epacromiacris virgatus är en insektsart som beskrevs av Xu, Shengquan, J. H. Meng och Z. Meng 2008. Epacromiacris virgatus ingår i släktet Epacromiacris och familjen gräshoppor. Inga underarter finns listade i Catalogue of Life.